# Parainocellia bicolor
Parainocellia bicolor là một loài côn trùng trong họ Inocelliidae thuộc bộ Raphidioptera. Loài này được A. Costa miêu tả năm 1855.